# Yonghe
Yonghe (chiń. upr. 永和区; chiń. trad. 永和區; pinyin Yǒnghé qū; Wade-Giles Yung-ho ch’ü; pe̍h-ōe-jī Éng-hô-khu) – dzielnica (chiń. 區, qū) miasta wydzielonego Nowe Tajpej na Tajwanie. Znajduje się w zachodniej części miasta.
23 czerwca 2009 komitet przy Ministrze Spraw Wewnętrznych Republiki Chińskiej zarekomendował przekształcenie dotychczasowego powiatu Tajpej (chiń. trad. 臺北縣; pinyin Taibei xiàn) w miasto wydzielone; wszystkie miasta (chiń. 市, shì), jak Yonghe, i gminy wchodzące w skład powiatu zostały przekształcone w dzielnice (chiń. 區, qū). Ustawa weszła w życie 25 grudnia 2010 roku.
Populacja dzielnicy Yonghe w 2016 roku liczyła 223 999 mieszkańców – 117 534 kobiety i 106 465 mężczyzn. Liczba gospodarstw domowych wynosiła 90 779, co oznacza, że w jednym gospodarstwie zamieszkiwało średnio 2,47 osób.

## Demografia (2010–2016)
| Rok  | Liczba ludności | Gęstość zaludnienia | Kobiety | Mężczyźni | Gospodarstwa domowe |
| ---- | --------------- | ------------------- | ------- | --------- | ------------------- |
| 2010 | 234 536         | 41 047              | 121 957 | 112 579   | 89 528              |
| 2011 | 232 386         | 40 671              | 120 970 | 111 416   | 89 972              |
| 2012 | 230 768         | 40 387              | 120 380 | 110 388   | 90 478              |
| 2013 | 229 062         | 40 089              | 119 770 | 109 292   | 90 630              |
| 2014 | 227 267         | 39 775              | 119 024 | 108 243   | 90 687              |
| 2015 | 225 409         | 39 449              | 118 228 | 107 181   | 90 705              |
| 2016 | 223 999         | 39 203              | 117 534 | 106 465   | 90 779              |